# Drake & Josh
Drake & Josh es una serie de televisión de comedia de situación adolescente creada por Dan Schneider y es un spin-off de El show de Amanda, producida y transmitida por la cadena Nickelodeon durante 2004 hasta 2007. 
Protagonizada por Drake Bell y Josh Peck como personajes titulares, acompañados por Miranda Cosgrove, Nancy Sullivan y Jonathan Goldstein. 
La serie comenzó a transmitirse el 11 de enero de 2004 en los Estados Unidos, debutando en Latinoamérica el 3 de diciembre del mismo año. El 16 de septiembre de 2007, se estrenó el capítulo El concurso de baile, con el cual se decía que terminaría la serie, pero el 5 de diciembre de 2008 se estrenó la película Feliz Navidad, Drake & Josh en Estados Unidos, y el 18 de diciembre de 2009 en Latinoamérica. 
Drake & Josh está basado en una escena de El show de Amanda, en el que Drake Bell y Josh Peck pelean por un camarón, esa escena se puede ver al final del especial de una hora: Un camarón gigante ya que esta fue la escena que le dio la vida al programa. 
A pesar de que la serie tuvo un enorme éxito, fue cancelada tras cuatro temporadas en septiembre de 2007, de lo único que se sabe es que Nickelodeon decidió darla por terminada, optando por producir más series que "sorprenderían" a la audiencia. Después de la cancelación de la serie, se pueden ver varias referencias al show, y en ocasiones, cameos o elementos ya antes vistos en las series Zoey 101, iCarly, Victorious, Sam & Cat, Henry Danger, Game Shakers y Las aventuras de Kid Danger.
Desde octubre de 2021, la serie está disponible para verse en Paramount+.

## Argumento
Drake Parker (Drake Bell) y Josh Nichols (Josh Peck) son dos adolescentes originarios de San Diego, California que se convierten en hermanastros cuando la madre de Drake, Audrey Parker (Nancy Sullivan), y el padre de Josh, Walter Nichols (Jonathan Goldstein), se casan.
Drake es un adolescente, relajado, simple, suertudo, perezoso y atractivo. Toca la guitarra y fácilmente se conecta con las chicas, mientras que Josh es un adolescente inteligente, comprometido, desafortunado y le suelen pasar desgracias tanto a él como a Drake. Los dos hermanos continuamente son torturados por su astuta y malvada hermana menor, Megan Parker (Miranda Cosgrove), que siempre les juega bromas, pero nunca es atrapada, castigada o amenazada por sus padres, aunque en ocasiones también ayuda e incluso saca o salva a sus hermanos de problemas serios reconociendo ellos su ingeniosa astucia y habilidad para resolver situaciones. El padre de Josh, Walter, es un meteorólogo, que puede ser descrito como desafortunado y torpe, y Audrey, madre de Drake y Megan, es más estricta que Walter. 
Durante la serie, Drake & Josh se meten en conflictos, accidentes y/o desgracias. Los conflictos son principalmente sociales, siempre apostando la amistad entre los dos hermanos, relacionados con la escuela, trabajo, amigos, chicas e incluso su malvada "hermanita pequeña".

## Reparto

### Principales
- Drake Bell como Drake Parker
- Josh Peck como Josh Nichols
- Nancy Sullivan como Audrey Parker-Nichols
- Jonathan Goldstein como Walter Nichols
- Miranda Cosgrove como Megan Parker

### Secundarios
- Yvette Nicole Brown / Frances Callier (1 episodio) como Helen Ophelia Dubuois
- Allison Scagliotti-Smith como Mindy Crenshaw
- Julia Duffy como Alice Linda Haffer
- Alec Medlock como Craig Ramirez
- Scott Halberstadt como Eric Blonowitz
- Jerry Trainor como el Loco Steve
- Taran Killam como Trevor Wilson
- Jake Farrow como Gavin Mitchell
- Vernon Roberts como Papá Nichols
- Roark Critchlow como el Doctor Glazer
- Randee Heller como la abuela Nichols

## Episodios
| Temporada | Temporada | Episodios | Episodios | Emisión original         | Emisión original         |
| Temporada | Temporada | Episodios | Episodios | Primera emisión          | Última emisión           |
| --------- | --------- | --------- | --------- | ------------------------ | ------------------------ |
|           | 1         | 6         | 6         | 11 de enero de 2004      | 22 de febrero de 2004    |
|           | 2         | 14        | 14        | 14 de marzo de 2004      | 28 de noviembre de 2004  |
|           | 3         | 17        | 17        | 2 de abril de 2005       | 8 de abril de 2006       |
|           | 4         | 19        | 19        | 24 de septiembre de 2006 | 16 de septiembre de 2007 |
|           | Películas | Películas | Películas | 6 de enero de 2006       | 5 de diciembre de 2008   |

## Producción
Anteriormente, Drake Bell y Josh Peck actuaron juntos antes en El Show de Amanda, serie también creada por Dan Schneider. Schneider vio que Bell y Peck tenían un buen potencial entre los dos, lo cual lo inspiró a crear un nuevo proyecto, en el que ellos serían los protagonistas, con personajes similares a ellos. En 2001, un episodio piloto de la serie que no fue transmitido por Nickelodeon, contaba con el actor Stephen Furst con el papel de Walter Nichols, aunque posteriormente, este papel fue reemplazado por Jonathan Goldstein para el episodio piloto que si fue emitido en 2004. Para la casa de los personajes, se usó una casa en el distrito Encino del Valle de San Fernando en Los Ángeles, para las tomas exteriores. Y para las tomas interiores se usó los estudios de Nickelodeon on Sunset, en Hollywood, California. En 2005, durante el inicio y el final de la tercera temporada de la serie, se empezó a grabar en los Tribune Studios. Durante el inicio de la filmación de la cuarta temporada, la producción de la serie se tuvo que suspender debido al accidente automovilístico de Bell a finales del mismo año. La producción de la serie se reanudó en marzo de 2006 y siguió hasta julio del mismo año. Bell y Peck dirigieron un episodio de la serie cada uno durante la cuarta temporada.

## Recepción
Drake & Josh se estrenó por las pantallas de Nickelodeon en los Estados Unidos, el 11 de enero de 2004 a las 7:30 p. m., atrayendo un total de 3.2 millones de espectadores en su primer episodio. A inicios de 2006, la serie se ubicó mayormente entre las diez series de televisión más vistas durante la semana. Drake & Josh empezó a ser popular entre niños y jóvenes, atrayendo un total de 3 millones de espectadores por cada episodio. Dan Schneider mencionó que la serie se empezó a hacer aún más popular durante la cuarta temporada, el episodio más visto de la serie fue "Really Big Shrimp" estrenado el 3 de agosto de 2007, por lo que esto hizo que aumentará aún más sus índices de audiencia.

## Películas
La serie obtuvo dos películas para televisión ambas solo transmitidas por Nickelodeon, estas películas tuvieron un buen éxito durante su estreno.

### Drake & Josh van a Hollywood: Tres Socios
Drake & Josh van a Hollywood: Tres Socios es una película estadounidense producida por Dan Schneider y dirigida por Steven Hoefer que fue estrenada el 6 de enero de 2006, es la primera película de Schneider basada en una serie creada por él, la productora de la película fue Schneider's Bakery en asociación con Nickelodeon Movies. Y la distribuidora fue Paramount Pictures. Esta película atrajo a 5.4 millones de espectadores en su día de estreno.

### Feliz Navidad, Drake & Josh
Feliz Navidad, Drake & Josh es la segunda película basada en la serie de televisión con el mismo nombre. Fue producida por Dan Schneider y dirigida por Michael Grossman, la cual se estrenó el 5 de diciembre de 2008, esta es la única película en tener una temática navideña, además de ser la película que marca el final oficial de la serie. Nickelodeon Movies volvió a ser la productora de esta
película. La película obtuvo mucho éxito y buenas críticas, atrayendo un total de 8.1 millones de espectadores durante su estreno, siendo una de las películas para televisión más vistas en la historia de Nickelodeon.

## Premios y nominaciones
| Año  | Premiación                   | Categoría                                                                      | Nominado         | Resultado | Ref.          |
| ---- | ---------------------------- | ------------------------------------------------------------------------------ | ---------------- | --------- | ------------- |
| 2005 | Kids Choice Awards           | Programa de Televisión Favorito                                                | Drake & Josh     | Nominados | [ 13 ] [ 14 ] |
| 2006 | Kids Choice Awards           | Programa de TV Favorito                                                        | Drake & Josh     | Ganadores | [ 15 ]        |
| 2006 | Kids Choice Awards           | Actor de TV Favorito                                                           | Drake Bell       | Ganador   | [ 15 ]        |
| 2006 | Kids Choice Awards Australia | Programa de TV Favorito                                                        | Drake & Josh     | Nominados | [ 16 ]        |
| 2007 | Kids Choice Awards           | Programa de TV Favorito                                                        | Drake & Josh     | Nominados | [ 17 ] [ 18 ] |
| 2007 | Kids Choice Awards           | Actor de TV Favorito                                                           | Drake Bell       | Ganador   | [ 18 ]        |
| 2007 | Kids Choice Awards UK        | Mejor Programa de TV                                                           | Drake & Josh     | Ganadores | [ 19 ]        |
| 2007 | Kids Choice Awards UK        | Mejor Actor de TV                                                              | Drake Bell       | Nominado  | [ 19 ]        |
| 2007 | Kids Choice Awards Australia | Programa de Nick Favorito                                                      | Drake & Josh     | Ganadores | [ 20 ]        |
| 2007 | Young Artist Awards          | Mejor Actuación en Una Serie de TV (Comedia o Drama) - Actriz Joven de Reparto | Miranda Cosgrove | Nominada  | [ 21 ]        |
| 2007 | Casting Society of America   | Mejor Casting en Programa de TV Infantil                                       | Krisha Bullock   | Nominada  | [ 22 ]        |
| 2008 | Kids Choice Awards           | Programa de TV Favorito                                                        | Drake & Josh     | Ganadores | [ 23 ]        |
| 2008 | Kids Choice Awards           | Actor de TV Favorito                                                           | Drake Bell       | Ganador   | [ 23 ]        |
| 2008 | Kids Choice Awards           | Actor de TV Favorito                                                           | Josh Peck        | Nominado  | [ 24 ]        |
| 2008 | Kids Choice Awards UK        | Programa Infantil de TV Favorito                                               | Drake & Josh     | Ganadores | [ 25 ]        |
| 2008 | Kids Choice Awards UK        | Estrella Masculino de TV Favorito                                              | Josh Peck        | Ganador   | [ 25 ]        |
| 2008 | Kids Choice Awards Australia | Programa de Comedia Favorito                                                   | Drake & Josh     | Ganadores | [ 26 ]        |
| 2008 | Kids Choice Awards Australia | Estrella de TV Internacional Favorito                                          | Drake Bell       | Nominado  | [ 26 ] [ 27 ] |
| 2009 | Kids Choice Awards Australia | Programa de Comedia Favorito                                                   | Drake & Josh     | Nominados | [ 28 ]        |
| 2009 | Kids Choice Awards Australia | Estrella de TV Internacional Favorito                                          | Drake Bell       | Ganador   | [ 28 ]        |
| 2010 | Kids Choice Awards Australia | Premio Niño Más Grande                                                         | Drake Bell       | Ganador   | [ 29 ]        |
| 2010 | Kids Choice Awards México    | Personaje Internacional Masculino Favorito                                     | Drake Bell       | Ganador   | [ 30 ]        |

## Regreso cancelado
Durante la alfombra roja de los premios  iHeartRadio Music Awards, Drake Bell confirmó para la revista People que tanto él y Josh, estaban "trabajando en algo", y que el retorno sería a través  de una versión "más adulta y divertida" de la comedia de Nickelodeon. El mismo Bell compartió una imagen en su cuenta de Instagram que aludía al regreso de la serie en 2019, sin embargo no se llegó a producir una nueva temporada ni su creador Dan Schneider ha declarado sobre un regreso de la serie.
En noviembre de 2019, la plataforma de streaming Netflix confirmó que la serie estará disponible en la plataforma, esto debido a un acuerdo de la compañía con Nickelodeon.
Cancelación del regreso de la serie
En octubre de 2021, se informó que el regreso de la serie fue cancelada, debido a los resultados de retrasos en la producción y por la declaración de la culpabilidad de Bell por los cargos de delitos de intento de poner en peligro a una menor de edad.
Mientras se estaba planeando el regreso de la serie desde que se anunció en 2019, Josh Peck escribió un guion en contra de México, esto hizo que provocara enojo a Drake Bell, debido a que el ama a México desde hace varios años, por lo que Bell se negó a participar en el regreso de la serie, debido a que el guion que fue escrito por Peck, "lo incomodaba profundamente" por lo que esto hizo que el regreso de la serie nunca se concretará.
En marzo de 2022, Bell y su esposa Janet Von Schmeling, contaron que durante su podcast, presentaron el nombre del regreso de la serie, con el título "Josh & Drake", aunque según ellos, al final el proyecto fue archivado debido a varias diferencias creativas. Se dijo que este guion también fue escrito por Peck, a lo que Schmeling dijo: "No fue lo mejor, Josh ha escrito a Drake como un músico fracasado y se escribió a él mismo como un agente de bienes raíces. De acuerdo, de acuerdo, pero Drake es un músico en la vida real, así que no tendría sentido". 
A lo que Bell también dijo: "Solo le he pedido que cambiara un par de cosas y no pudo y mi esposa no me dejó hacerlo".